# 23
23（二十三）是22与24之间的自然数。

## 数学性质
- 第9個質數。前一個為19、下一個為29。
  - 第5个阶乘素数（{\displaystyle 4!-1}）。前一個是7、下一個是719。
  - 陳素數
  - 第4個安全素数：对应索菲熱爾曼素數为 11
  - 第5個索菲熱爾曼素數：对应安全素数为 47
  - 第2個司馬仁達齊握冷素數：由前兩個質數組成:2、3⇒23
  - 第5個Woodall素数和第2個Smarandache-Wellin素数。它也是沒有虛數部，而實數部為3n-1形式的艾森斯坦質數。
  - 十進制下，既是可右截短質數，也是可左截短質數
  - 高斯質數之一。
- 第19個虧數，真因數和為1，虧度為22。前一個為22、下一個為25。
- 第16個不尋常數，大於平方根的質因數為23。前一個為22、下一個為26。
- 第16個無平方數因數的數。前一個為22、下一個為26。
- 第15個十进制的等數位數。前一個為21、下一個為25。
- 由1構成的循環單位中，23個位的數是素数（即11,111,111,111,111,111,111,111是素数）。[1]
- 23不可以表達成8個或以下的立方數之和。另一個這樣的整數為239。
- 在機率論中，只要有23人，這群人裡有兩人同一天生日的機率就會大於50％（生日悖論）。
- 23、233、2333、23333都是質數，但是233333不是質數。

### 基本运算
| 乘法                             | 1  | 2  | 3  | 4  | 5   | 6   | 7   | 8   | 9   | 10  |  | 11  | 12  | 13  | 14  | 15  | 16  | 17  | 18  | 19  | 20  |  | 21  | 22  | 23  | 24  | 25  |
| -------------------------------- | -- | -- | -- | -- | --- | --- | --- | --- | --- | --- |  | --- | --- | --- | --- | --- | --- | --- | --- | --- | --- |  | --- | --- | --- | --- | --- |
| {\displaystyle {{23}\times {x}}} | 23 | 46 | 69 | 92 | 115 | 138 | 161 | 184 | 207 | 230 |  | 253 | 276 | 299 | 322 | 345 | 368 | 391 | 414 | 437 | 460 |  | 483 | 506 | 529 | 552 | 575 |

## 在科学中
- 釩的原子序數[2]
- 人類細胞核的染色體數量
- 地球的地軸傾斜23.4度，90-23.4=66.6。

## 在人类文化中
- 聖殿騎士團最後一位，第23任團長雅克·德·莫莱。
- 13號星期五的由來，聖殿騎士團在1307年10月13星期五被處死，10+13=23。
- 23之謎（英语：23 Enigma），歷史上的重大事件跟23都有某種關係。
- 香港基本法第23條的立法一度在2003年7月1日在香港釀成數以十萬人的示威遊行，稱為香港七一遊行。由於23條已經成為特區政府剝削民眾權利的代名詞，因此衍生出「網絡23條」稱呼版權條例，而「教育23條」稱呼德育及國民教育科。
- 最常用的球衣號碼。
- 尤利烏斯·凱撒被刺中23刀。
- 陸軍軍官學校在成都時期的最後一期畢業班為23期。
- 在香港運輸署駕駛考試中心進行路試前，需要讀出一個約23米外的車牌號碼，未能通過此視力測試的考生將不獲准進行路試，其駕駛考試表格也會隨之失效。

## 娛樂影視
- 金凱瑞主演靈數23（英语：The Number 23），(詹姆士王版) 聖經第32章23節「Be sure your sin will find you out.」。
- 鋼之鍊金術師中霍恩海姆的角色原為23號奴隸。
- 自《死神来了2》開始，该系列电影中危险的数之一